# Natalia Sánchez Echeverri
Natalia Sánchez Echeverri (Medellín, 20 de mayo de 1983) es una deportista colombiana que compitió en tiro con arco, en la modalidad de arco recurvo. Ganó una medalla de bronce en el Campeonato Mundial de Tiro con Arco al Aire Libre de 2009 y dos medallas de oro en los Juegos Panamericanos, en los años 2007 y 2015.

## Palmarés internacional
| Campeonato Mundial al Aire Libre | Campeonato Mundial al Aire Libre | Campeonato Mundial al Aire Libre | Campeonato Mundial al Aire Libre |
| Año                              | Lugar                            | Medalla                          | Prueba                           |
| -------------------------------- | -------------------------------- | -------------------------------- | -------------------------------- |
| 2009                             | Ulsan (Corea del Sur)            | Medalla de bronce                | Individual                       |
| Juegos Panamericanos             |                                  |                                  |                                  |
| Año                              | Lugar                            | Medalla                          | Prueba                           |
| 2007                             | Río de Janeiro (Brasil)          | Medalla de oro                   | Equipo                           |
| 2015                             | Toronto (Canadá)                 | Medalla de oro                   | Equipo                           |